# Armed Forces (Special Powers) Act
Les Armed Forces (Special Powers) Acts (AFSPA) sont des lois du Parlement de l'Inde qui accordent des pouvoirs spéciaux aux Forces armées indiennes lorsqu'elles interviennent dans les « zones agitées » (disturbed areas). Les forces armées ont été critiquées pour des allégations de violations des droits de l'homme,,, mais des hommes politiques indiens jugent que ces lois sont pertinentes.
L'une de ces lois, mise en vigueur le 11 septembre 1958, vise une partie de l'Assam, les Naga Hills. Dans les décennies subséquentes, des lois ont été successivement votées pour chacun des sept États frères dans le Nord-Est de l'Inde. Une autre loi mise en vigueur en 1983, qui s'applique au Punjab et au Chandigarh, a été abrogée en 1997. Une loi votée en 1990, s'appliquant au Jammu-et-Cachemire, est toujours en vigueur,.

## Historique et contenu
Créée en 1958 par une loi du Parlement, l'AFSPA accorde des pouvoirs spéciaux aux forces armées indiennes dans les zones perturbées. Actuellement, l'AFSPA est appliquée dans le Jammu & Cachemire, l'Assam, le Nagaland et certaines parties de l'Arunachal Pradesh et du Manipur.
En vertu de ses dispositions, les forces armées sont habilitées à ouvrir le feu, à pénétrer et à fouiller sans mandat, et à arrêter toute personne ayant commis une infraction punissable, tout en bénéficiant de l'immunité de poursuites.

## Opposition
La loi a été marquée en particulier par le jeûne de protestation exercé par Irom Sharmila Chanu, actuellement la grève de la faim la plus longue officiellement reconnue (de novembre 2000 à juillet 2016, sous alimentation forcée).
Les militants affirment que les observations de la Cour suprême dans une affaire portant sur 1528 rencontres fictives présumées à Manipur, ont permis de s'assurer que les forces de sécurité de l'État ne peuvent pas opérer avec un pouvoir absolu sans retenue. Cela a permis de réduire le nombre de meurtres et de harcèlements quotidiens de civils par les forces de sécurité. L'examen de la Cour suprême et la réduction des violations des droits de l'homme ont coïncidé avec le départ d'Irom de Manipur. La mobilisation émotionnelle de masse de la population de Manipur autour de cette question a donc disparu.
La présence d'Irom dans l'État a également assuré un flux constant de visiteurs internationaux, de militants des droits de l'homme du monde entier et de médias nationaux et internationaux. L'attention des médias sur l'État a également diminué de manière significative après le départ d'Irom.